# آکمی اوکامورا
آکمی اوکامورا (انگلیسی: Akemi Okamura؛ زادهٔ ۱۲ مارس ۱۹۶۹) صداپیشه اهل ژاپن است.